# Drosophila helvetica
Drosophila helvetica là một loài ruồi trái cây hiếm châu Âu thuộc họ Drosophilidae. Nó dường như có liên hệ với các khu vực sinh sống rừng gỗ và đôi khi được tìm thấy gần các nông trại.